# Lumut (Belinyu)
Lumut is een bestuurslaag in het regentschap Bangka van de provincie Bangka-Belitung, Indonesië. Lumut telt 1615 inwoners (volkstelling 2010).